# Adolfo Schlegel
Adolfo Schlegel, född 2 augusti 1900, var en friidrottare från Chile. Han deltog vid olympiska sommarspelen 1936.